# Kinga Łoboda
Kinga Łoboda (ur. 11 czerwca 1996 w Gdańsku) – polska żeglarka, olimpijka z Tokio (2021).

## Życiorys
Jest zawodniczką AZS-AWFiS Gdańsk.
Początkowo startowała w klasie Lasar Radial, od 2017 pływa w klasie 49erFX, gdzie jej partnerką jest Aleksandra Melzacka. 
Reprezentowała Polskę na mistrzostwach świata w klasie 49er (2017 – 44. miejsce, 2019 – 12. miejsce, 2020 – 29. miejsce), mistrzostwach świata w żeglarstwie, gdzie w swojej klasie zajęła 20. miejsce, a także mistrzostwach Europy w 2018 (8. miejsce), 2019 (21. miejsce). Ponadto na mistrzostwach świata juniorów w 2018 zajęła 4. miejsce, a w lipcu 2019 była 2. na zawodach Pucharu Świata w Marsylii.
W 2021 wystąpiła na igrzyskach olimpijskich w Tokio, zajmując 15. miejsce.
Jest absolwentką Wydziału Biotechnologii Uniwersytetu Gdańskiego.